# Francesco Lamon
Francesco Lamon (* 5. Februar 1994 in Mirano) ist ein italienischer Radsportler, der Rennen auf Bahn und Straße bestreitet. 2021 wurde er Olympiasieger in der Mannschaftsverfolgung.

## Sportliche Laufbahn
Der Fokus von Francesco Lamon liegt auf den Ausdauerdisziplinen auf der Bahn. 2011 wurde er als Junior erstmals italienischer Meister, im Omnium, drei Jahre später errang er den nationalen Titel in der Elite im Punktefahren. 2015 holte er gemeinsam mit Simone Consonni bei den U23-Europameisterschaften die Bronzemedaille im Zweier-Mannschaftsfahren.
2016 startete Lamon bei den Olympischen Spielen in Rio de Janeiro in der Mannschaftsverfolgung und belegte mit dem italienischen Bahn-Vierer aus Liam Bertazzo, Simone Consonni und Filippo Ganna Rang fünf. In derselben Disziplin errang er bei den Europameisterschaften der Elite sowie den U23-Europameisterschaften jeweils die Silbermedaille. Beim zweiten Lauf des Bahnrad-Weltcups 2016/17 in Apeldoorn belegte er gemeinsam mit Consonni Platz zwei im Zweier-Mannschaftsfahren. Bei den Bahnradsport-Weltmeisterschaften 2017 errang Lamon gemeinsam mit Liam Bertazzo, Ganna und Consonni die Bronzemedaille in der Mannschaftsverfolgung.
2018 wurde der italienische Vierer mit Lamon, Elia Viviani, Liam Bertazzo und Filippo Ganna Europameister. Im selben Jahr gewann Lamon mit Consonni das Sechstagerennen von Fiorenzuola d’Arda. Bei den Europaspielen 2019 errang er zwei Mal Silber, im 1000-Meter-Zeitfahren und in der Mannschaftsverfolgung (mit Carloalberto Giordani, Davide Plebani, Stefano Moro und Liam Bertazzo). Bei den Weltmeisterschaften 2020 in Berlin holte Lamon mit Filippo Ganna, Simone Consonni, Jonathan Milan und Michele Scartezzini erneut Bronze.
2021 wurde Francesco Lamon gemeinsam mit Filippo Ganna, Simone Consonni und Jonathan Milan in Tokio Olympiasieger in der Mannschaftsverfolgung sowie im selben Jahr mit Filippo Ganna, Liam Bertazzo, Consonni und Milan Weltmeister in der Mannschaftsverfolgung. Im Jahr darauf belegte er beim Lauf des Nations’ Cup in Cali Zweier-Mannschaftsfahren (mit Scartezzini), Mannschaftsverfolgung (mit Scartezzini, Milan, Plebani und Bertazzo) zwei erste Plätze. Bei den Bahnweltmeisterschaften belegte der italienische Vierer mit Lamon Platz zwei. 2023 wurden Lamon Consonni, Ganna, Manlio Moro und Milan Europameister in der Mannschaftsverfolgung.
Bei den Olympischen Spielen 2024 in Paris gewann Lamon die Bronzemedaille in der Mannschaftsverfolgung.

## Erfolge

### Bahn
2011
- Italienischer Junioren-Meister – Omnium

2014
- Italienischer Meister – Punktefahren

2015
- Europameisterschaft (U23) – Zweier-Mannschaftsfahren (mit Simone Consonni)

2016
- Europameisterschaft – Mannschaftsverfolgung (mit Michele Scartezzini, Simone Consonni, Liam Bertazzo und Filippo Ganna)
- Europameisterschaft (U23) – Mannschaftsverfolgung (mit Davide Plebani, Filippo Ganna und Simone Consonni)
- Italienischer Meister – Punktefahren

2017
- Weltmeisterschaft – Mannschaftsverfolgung (mit Liam Bertazzo, Simone Consonni und Filippo Ganna)
- Weltcup in Pruszków – Mannschaftsverfolgung (mit Liam Bertazzo, Simone Consonni und Filippo Ganna)
- Europameisterschaft – Mannschaftsverfolgung (mit Michele Scartezzini, Simone Consonni und Filippo Ganna)
- Sechstagerennen von Turin (mit Elia Viviani)

2018
- Europameister – Mannschaftsverfolgung (mit Elia Viviani, Liam Bertazzo, Michele Scartezzini und Filippo Ganna)
- Italienischer Meister – Omnium, Zweier-Mannschaftsfahren (mit Michele Scartezzini)
- Sechstagerennen Fiorenzuola d’Arda (mit Simone Consonni)

2019
- Bahnrad-Weltcup in Hongkong – Mannschaftsverfolgung (mit Liam Bertazzo, Filippo Ganna und Davide Plebani)
- Sechstagerennen Fiorenzuola d’Arda (mit Simone Consonni)
- Europaspiele – 1000-Meter-Zeitfahren, Mannschaftsverfolgung (mit Carloalberto Giordani, Davide Plebani, Stefano Moro und Liam Bertazzo)
- Italienischer Meister – Zweier-Mannschaftsfahren (mit Michele Scartezzini)
- Europameisterschaft – Mannschaftsverfolgung (mit Filippo Ganna, Michele Scartezzini, Davide Plebani und Simone Consonni)

2020
- Weltmeisterschaft – Mannschaftsverfolgung (mit Filippo Ganna, Simone Consonni, Jonathan Milan und Michele Scartezzini)
- Italienischer Meister – Ausscheidungsfahren, Scratch
- Europameisterschaft – Mannschaftsverfolgung (mit Stefano Moro, Jonathan Milan und Gidas Umbri)
- Europameisterschaft – Zweier-Mannschaftsfahren (mit Stefano Moro)

2021
- Olympiasieger – Mannschaftsverfolgung (mit Filippo Ganna, Simone Consonni und Jonathan Milan)
- Weltmeister – Mannschaftsverfolgung (mit Filippo Ganna, Liam Bertazzo, Simone Consonni und Jonathan Milan)
- Italienischer Meister – Omnium

2022
- Nations’ Cup in Cali – Zweier-Mannschaftsfahren (mit Michele Scartezzini), Mannschaftsverfolgung (mit Michele Scartezzini, Jonathan Milan, Davide Plebani und Liam Bertazzo)
- Weltmeisterschaft – Mannschaftsverfolgung (mit Filippo Ganna, Simone Consonni, Manlio Moro und Jonathan Milan)
- Italienischer Meister – Ausscheidungsfahren

2023
- Europameister –  Mannschaftsverfolgung (mit Simone Consonni, Filippo Ganna, Manlio Moro und Jonathan Milan)
- Weltmeisterschaft – Mannschaftsverfolgung (mit Jonathan Milan, Manlio Moro, Filippo Ganna und Simone Consonni)
- Italienischer Meister – Ausscheidungsfahren, Omnium, Zweier-Mannschaftsfahren (mit Michele Scartezzini), Mannschaftsverfolgung (mit Davide Boscaro, Michele Scartezzini und Elia Viviani)

2024
- Europameisterschaften – Mannschaftsverfolgung (mit Simone Consonni, Davide Boscaro und Jonathan Milan)
- Olympische Spiele – Mannschaftsverfolgung